# 2021年美洲國家盃決賽
2021年美洲國家盃決賽是決出2021年美洲國家盃冠軍的足球賽事，于2021年7月10日在巴西里約熱內盧馬拉簡拿球場舉行。宿敌阿根廷和巴西正面交锋，阿根廷憑借1比0擊敗巴西拿下球隊第15個美洲杯冠軍，是1993年以来首次夺冠，队长利昂内尔·梅西也因此在效力國家隊的第16個年頭拿下自己首個成年國家隊國際大賽獎杯。阿根廷与乌拉圭並列美洲杯歷史冠軍榜榜首。

## 背景
南美足球强队阿根廷与巴西是一对老对手，此前在国际比赛中有107次交手，包括1937年、2004年和2007年的美洲杯决赛。
两支球队在孟加拉国有着雄厚的粉丝基础，两方球迷爆发激烈冲突后，当地警方禁止部分农村县聚众看球。在婆羅門巴里亞縣的激烈冲突中，有4名球迷身负重伤。

## 场地
2021年美洲杯原计划由阿根廷和哥伦比亚主办，决赛与2020年7月12日在哥伦比亚巴兰基亚罗伯托·梅伦德斯大都会球场举行。2020年3月17日，南美洲足球协会宣布，受2019冠狀病毒病南美洲疫情影响，美洲杯将随2020年歐洲足球錦標賽推迟一年举行。离开赛还有几个礼拜，阿根廷和哥伦比亚宣布由于境内2019冠状病毒病患病率恶化，无法主办赛事，比赛改由巴西举行，尽管当地死亡率也很高。
位于里约热内卢的巴西最大球场馬拉簡拿運動場连续第二次举办美洲杯决赛。根据2019冠状病毒病疫情的有关安排，球场方面开放6500名球迷到场观赛，占座位数10%。由于球场受损，赛事的前几轮比赛都不在该处举行，移师到尼頓·山度士奧林匹克體育場进行，但后者的场地被球员批评。决赛几天前，南美洲足球协会重新铺设了马拉卡纳球场的场地。

## 晉級之路
| 排名 | 隊伍     | 賽 | 分 |
| ---- | -------- | -- | -- |
| 1    | 阿根廷   | 4  | 10 |
| 2    | 乌拉圭   | 4  | 7  |
| 3    | 巴拉圭   | 4  | 6  |
| 4    | 智利     | 4  | 5  |
| 5    | 玻利维亚 | 4  | 0  |

| 排名 | 隊伍     | 賽 | 分 |
| ---- | -------- | -- | -- |
| 1    | 巴西 (H) | 4  | 10 |
| 2    | 秘魯     | 4  | 7  |
| 3    | 哥伦比亚 | 4  | 4  |
| 4    |          | 4  | 3  |
| 5    | 委內瑞拉 | 4  | 2  |

### 阿根廷

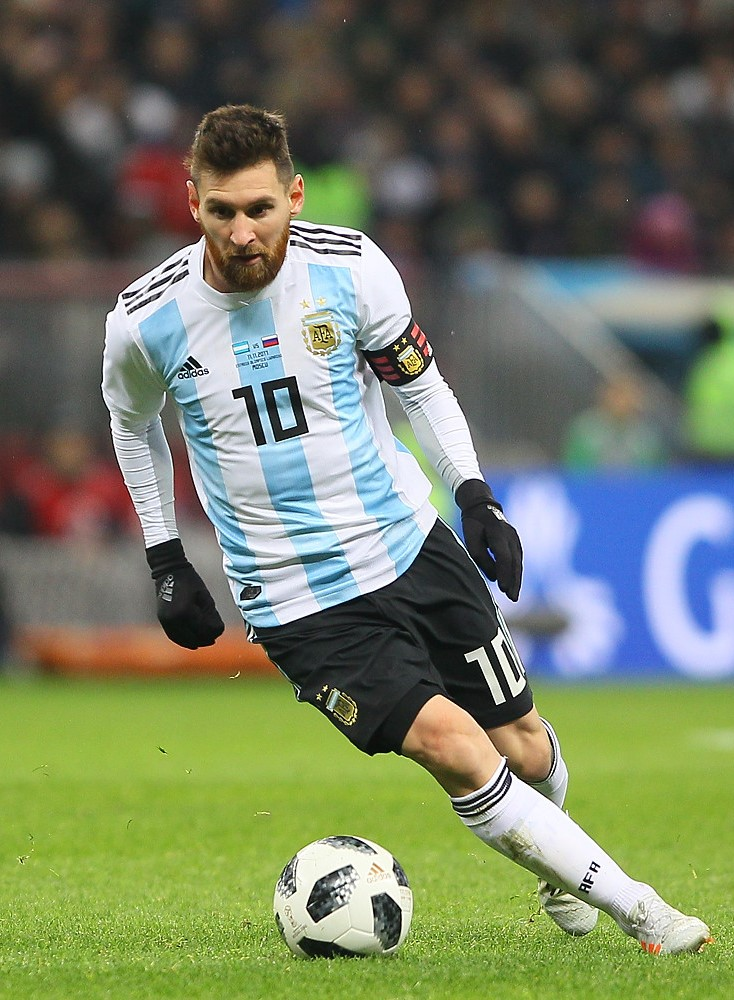
利昂内尔·梅西在晋级过程中为阿根廷贡献四球

阿根廷是美洲杯冠军次数第二多的球队，共夺冠14次，仅次于夺冠15次的乌拉圭，但乌拉圭自2011年起就没有拿过冠军。他们与玻利维亚、乌拉圭、智利、巴拉圭及后来退赛的嘉宾球队澳大利亚一道被分入A组。阿根廷已经从2010年代的“黄金一代”过渡到更为年轻的阵容，由教练利昂内尔·斯卡洛尼亲自为国家队点兵。球队依然由队长利昂内尔·梅西率领，老将安赫尔·迪马里亚和塞尔希奥·阿奎罗留任，他们是迎战德国的2014年世界杯决赛阵容中仅剩的三位仍效力于国家队的球队。
阿根廷小组赛首个对手是智利，双方1比1战平。梅西上半场攻入任意球，帮助阿根廷取得领先优势，但爱德华多·巴尔加斯于下半场补射被阿图罗·比达尔扑出的球，将比分扳平。随后对阵乌拉圭的比赛中，圭多·罗德里格斯头球接应梅西的传球，1比0战胜对手。迎战巴拉圭的比赛中，帕普·戈麦斯在第10分钟禁区内无人盯防的情况下，接应迪玛利亚的直传球，顺势攻入全场唯一一个进球，帮助阿根廷在第三个比赛日以1比0的优势稳拿淘汰赛席位。小组赛最后一场比赛，阿根廷4比1大胜玻利维亚，取得A组第一名。第6分钟，帕普·戈麦斯禁区内短距离抽射破门，负责助攻的梅西之后在第33分钟再下一城，第42分钟从禁区外高球对付守门员卡洛斯·兰佩进球，梅开二度。第60分钟，玻利维亚的埃尔文·萨维德拉补上一枚安慰球，但三分钟后阿根廷的拿達路·馬天尼斯近距离破门，维持三分优势。
阿根廷四分之一决赛的对手是B组第四名厄瓜多爾國家足球隊。梅西在比赛中连续打入三球，帮助阿根廷3比0取胜，在第40分钟助攻羅德里戈·迪·保羅，第84分钟助攻拿達路·馬天尼斯，补时阶段打出弧线任意球。半决赛对阵哥伦比亚，开场7分钟马丁内斯进球，但对方的路易斯·迪亚兹于第61分钟扳平比分，使得双方在常规时间1比1战平。在点球大战中，阿根廷门将达米安·马丁内斯扑救三球，让球队在五轮对决后3比2取胜。该场比赛双方共领到10张黄牌，创下47次罚款，刷新美洲杯判罚纪录。

### 巴西
巴西是美洲杯冠军次数第三多的球队，达9个，是2019年的卫冕冠军。他们与哥伦比亚、委内瑞拉、厄瓜多尔、秘鲁及后来退赛的嘉宾球队卡塔尔一同分入B组。主教练蒂托征召的球员大多在2020年和2021年参与过2022年世界杯资格赛，由队长蒂亚戈·席尔瓦和明星前锋内马尔率领。尽管多家报纸传出抵制的传闻，巴西队还是同意参加比赛，但批评南美足协在该国疫情态势依然严峻的情形下，坚持举办美洲杯。
球队小组赛首场比赛3比0战胜委内瑞拉，对方曾15次替换2019冠状病毒病检测呈阳性的球员。第23分钟，馬昆奴斯·哥利亞打入一球，之后内马尔第64分钟禁区罚球破门，加布里埃尔·巴尔博萨·阿尔梅达第89分钟胸口接球破门。之后球队乘胜追击，4比0大胜秘鲁，下半球攻入3球，提前锁定淘汰赛席位。第12分钟，阿歷士·辛度创下开门红，之后内马尔、埃韦顿·里贝罗和理查利森分别于第68分钟、第89分钟和补时阶段进球。之后是对阵哥伦比亚的比赛。第10分钟，路易斯·迪亚兹倒挂破门，拿下哥伦比亚的开门红，但随后巴西凭借第78分钟罗伯托·菲尔米诺的头球和伤停补时第10分钟卡斯米路的进球反败为胜，2比1收场。其中菲尔米诺扳平比分的进球意外打中裁判的头，引起裁判祖国哥伦比亚人民的抗议，但視頻助理裁判裁定该球有效。巴西的连胜纪录最终在对阵厄瓜多尔的最后一场小组赛中，以1比1收场。第37分钟，新人埃德爾·米利唐用头球打出自己在国际大赛的首枚进球，让巴西在半场取得领先，但对方的替补球员安赫尔·梅纳利用巴西未能清除角球威胁的机会进球，扳平比分。最终巴西以B组第一名出线，多名首发球员下场休息。
对阵智利的四分之一决赛中，双方上半场毫无收获，直到第46分钟半场换上的替补球员盧卡斯·帕克塔发动进攻才打破僵局。两分钟后，加布里埃爾·熱蘇斯高脚踢中烏真里奧·文拿的脸，被红牌罚下场。尽管如此，巴西还是保持优势，1比0获胜。半决赛对阵智利的比赛再现了本届小组赛和2019年的决赛，比赛1比0巴西获胜作结，唯一一枚进球出现在第35分钟，内马尔带球突破三名后卫助攻，之后转交给帕克塔助攻进球。

## 賽事

### 战报

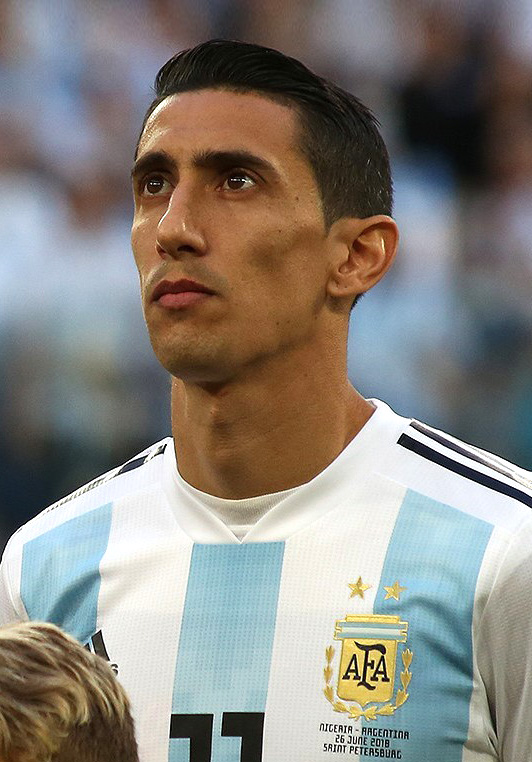
获提名最佳球员的安赫尔·迪马里亚打入比赛的首枚进球

开赛前，全场为2019冠状病毒病疫情罹难者默哀。阿根廷在控球率上占上风，早期取得很多机会。巴西中场費特·洛迪古斯第3分钟因挑衅贡萨洛·蒙蒂尔吃到一张黄牌，随后双方犯规动作频频。安赫尔·迪马里亚第22分钟接应羅德里戈·迪·保羅的长传，过掉后卫雷南·洛迪，用吊球击败了提前跑出来的守门员艾達臣·摩拉斯，拿下阿根廷的开门红。巴西随后开始一连串进攻，其中一轮进攻迫使对方守门员达米安·马丁内斯将球扑出，但在阿根廷反攻时丢球，幸好利昂内尔·梅西在比赛刚踏入30分钟后将球射偏。半场以1比0结束，阿根廷暂时领先。
下半场开始，巴西教练蒂托安排弗雷德下场，换上进攻型中场罗伯托·菲尔米诺上场，希望能扳平比分。第50分钟，迪马里亚尝试扩大球队领先优势，但被对方裆下，内马尔策动反击，但被吉奥瓦尼·洛塞尔索的犯规压下来，洛塞尔索吃到黄牌。第52分钟，理查利森从罚球区内射门，希望扳平比分，但被裁定越位。他一分钟后的另一轮攻势被马丁内斯扑救。第81分钟，尼古拉斯·奥塔门迪对内马尔犯规，吃到黄牌，双方随后陷入争吵，相互推搡。马丁内斯击退巴西的两次进攻机会后，阿根廷于第88分钟反击，但梅西在绕着埃德森运球时被绊倒。最终阿根廷凭借1比0拿下比赛，赢得1993年来首个美洲杯冠军。

### 詳細
| 2021年7月10日 21:00 |

| 阿根廷         | 1–0  | 巴西 |
| -------------- | ---- | ---- |
| - 迪马里亚 22' | 報告 |      |

| 里约热内卢馬拉簡拿運動場 觀眾人數：7,800 ：埃斯特班·奥斯托伊奇（乌拉圭） |

| 阿根廷 | 巴西 |

| GK                | 23 | 达米安·马丁内斯       |     |     |
| RB                | 4  | 貢薩洛·蒙提爾         | 89' |     |
| CB                | 13 | 克里斯蒂安·罗梅罗     |     | 79' |
| CB                | 19 | 尼古拉斯·奥塔门迪     | 81' |     |
| LB                | 8  | 马科斯·阿库尼亚       |     |     |
| RM                | 11 | 安赫尔·迪马里亚       |     | 79' |
| CM                | 7  | 羅德里戈·迪·保羅      | 68' |     |
| CM                | 5  | 莱昂德羅·帕雷德斯     | 33' | 54' |
| LM                | 20 | 吉奥瓦尼·洛塞尔索     | 51' | 63' |
| CF                | 10 | 利昂内尔·梅西 (c)     |     |     |
| CF                | 22 | 拿達路·馬天尼斯       |     | 79' |
| 替补：            |    |                       |     |     |
| MF                | 18 | 圭多·罗德里格斯       |     | 54' |
| DF                | 3  | 尼古拉斯·達利亞費高   |     | 63' |
| DF                | 6  | 赫尔曼·佩泽利亚       |     | 79' |
| FW                | 15 | 尼古拉斯·冈萨雷斯     |     | 79' |
| MF                | 14 | 埃塞基耶爾·帕拉西奧斯 |     | 79' |
| 教练：            |    |                       |     |     |
| 利昂内尔·斯卡洛尼 |    |                       |     |     |

| GK     | 23 | 艾達臣·摩拉斯       |     |     |
| RB     | 2  | 达尼洛              |     |     |
| CB     | 4  | 馬昆奴斯            | 82' |     |
| CB     | 3  | 蒂亚戈·席尔瓦 (c)   |     |     |
| LB     | 16 | 雷南·洛迪           | 70' | 76' |
| CM     | 17 | 盧卡斯·帕克塔       | 72' | 76' |
| CM     | 5  | 卡斯米路            |     |     |
| CM     | 8  | 費特                | 3'  | 46' |
| RF     | 19 | 艾佛頓              |     | 63' |
| CF     | 10 | 内马尔              |     |     |
| LF     | 7  | 理查利森            |     |     |
| 替补： |    |                     |     |     |
| FW     | 20 | 罗伯托·菲尔米诺     |     | 46' |
| FW     | 18 | 維尼修斯·儒尼奧爾   |     | 63' |
| DF     | 13 | 愛默生              |     | 76' |
| FW     | 21 | 加布里埃尔·巴尔博萨 |     | 76' |
| 教练： |    |                     |     |     |
| 蒂托   |    |                     |     |     |

| 最佳球员： 安赫尔·迪马里亚（阿根廷） 旁證員： 卡洛斯·巴雷罗（乌拉圭） 马丁·索皮（乌拉圭） 第四裁判： 迭戈·哈罗（秘鲁） 第五裁判： 何塞·安特洛（玻利维亚足） 視頻助理裁判： 安德烈斯·庫尼亞（乌拉圭） 視頻助理裁判裁判： 丹尼尔·费多尔丘克（乌拉圭） 亚历山大·古兹曼（哥伦比亚） 约翰·奥斯皮纳（哥伦比亚） | 比赛规则 - 90分钟 - 必要情况下进行30分钟加时赛 - 若比分仍然打平，进行互射十二碼 - 每队最多提名12名替补球员 - 每队最多可以换5次球员，加时赛可以换第6次 |

### 数据
| 数据 | 阿根廷 | 巴西 |
| ---- | ------ | ---- |
| 进球 | 1      | 0    |
| 射门 | 6      | 13   |
| 射正 | 2      | 2    |
| 扑救 | 2      | 1    |
| 控球 | 41%    | 59%  |
| 角球 | 1      | 4    |
| 犯规 | 26     | 23   |
| 越位 | 0      | 3    |
| 黄牌 | 5      | 4    |
| 红牌 | 0      | 0    |

## 赛后
阿根廷赢得第15个美洲杯，与乌拉圭一道成为美洲杯冠军次数最多的球队，阿根廷自1993年夺冠以来四次以第二名完赛。梅西曾在三届美洲杯决赛和2014年世界杯决赛中擔任阿根廷隊長，這是他在成年國家隊期間拿下的首個國際大賽獎杯。迪马里亚获提名比赛最佳球员，梅西和内马尔则获得賽事最佳球员，与哥伦比亚的路易斯·迪亚兹一同成为最佳射手。马丁内斯获得最佳守门员。
凭借这个冠军，阿根廷将2019年输给巴西以来的连胜纪录增加到20场。赛后，主教练蒂托批评美洲杯的赛事组织，表示决赛“起起停停”，“反足球”声音运动阻碍了巴西队发挥出色。

## 備註
1. 1 2  受2019冠狀病毒病南美洲疫情影响，球场只开放10%的座位予球迷观赛[11]。
2. ↑  每支球队在比赛进行中一般只有三次换人机会，到加时赛可以换第四次，另外半场、加时赛开始和加时赛半场也可以换人。

## 外部連結
- 官方网站
- Copa América 2021 （页面存档备份，存于）, CONMEBOL.com